# Stellreflex der Katze

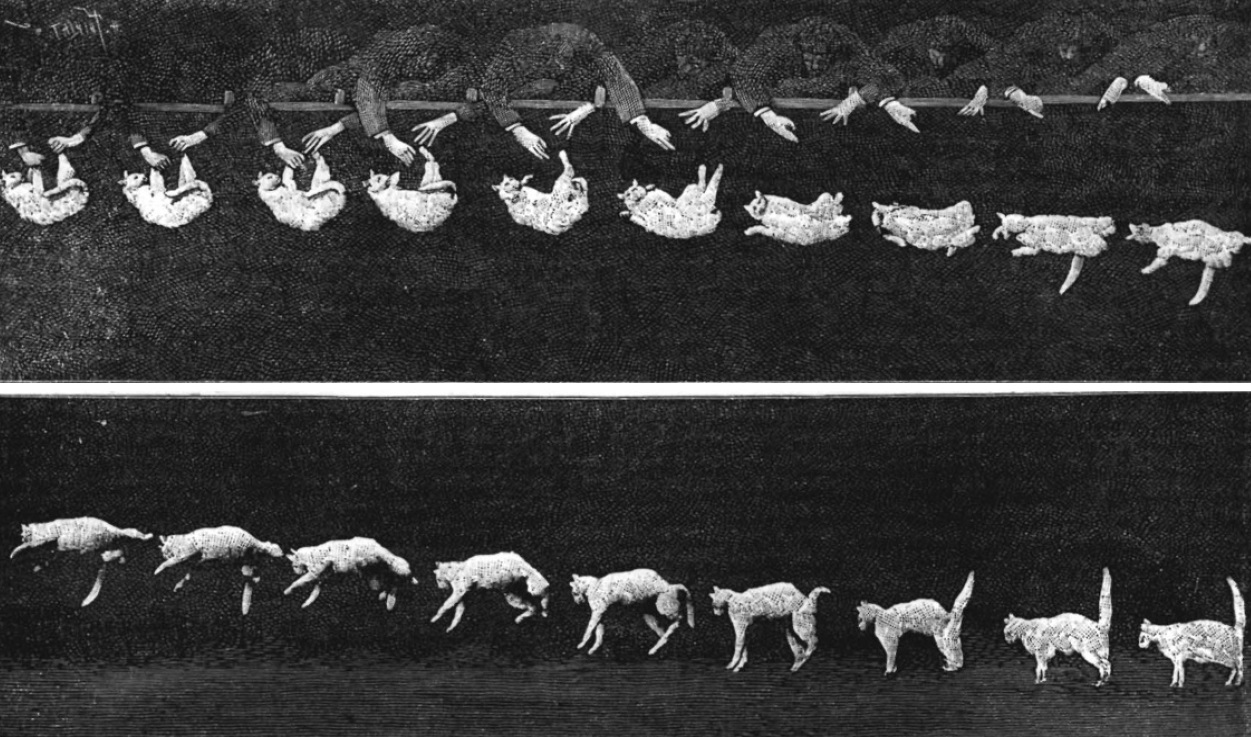
Sequenz aus Étienne-Jules Mareys Film Falling Cat von 1894

Ein besonderer Stellreflex der Katze ermöglicht es Tieren aus der Familie der Katzen (Felidae), ihre Körperstellung im Raum bei einem Sturz so auszurichten, dass die Gliedmaßen den Aufprall abfedern können. Diese Instinktbewegung entwickelte sich vermutlich bei den baumkletternden Arten und hat der Hauskatze den Ruf eingebracht, sieben (oder neun) Leben zu haben.

## Sturz und Folgen
Eine Katze kann sich im Fallen reflexhaft so in der Luft drehen, dass ihr Körper die optimale Stellung für den Aufprall auf den Boden einnimmt. Die hierbei durch Reizung des Gleichgewichtsorgans ausgelöste Bewegungsabfolge wird als Stellreflex bezeichnet; Halte- und Stellreflexe sind elementare Leistungen der Statomotorik. Dieser Stellreflex der Katze reift nach der fünften Lebenswoche aus. Als Reaktion auf den auslösenden vestibulären Reiz wird in einer Abfolge koordinierter Reflexbewegungen der Kopf im Raum, der Schultergürtel auf den Kopf und der Beckengürtel auf den Schultergürtel eingestellt. Da der mehrphasige Drehvorgang des Körpers mit seiner Einstellung auf den Bodenkontakt eine gewisse Zeit benötigt, bedarf es zur vollständigen Ausführung einer Fallhöhe von wenigstens drei Metern.
Da Katzen im Verhältnis zur Querschnittsfläche und zum Luftwiderstand ihres Fells leicht sind, liegt ihre maximale Fallgeschwindigkeit bei nur knapp 100 Kilometern pro Stunde (siehe auch cw-Wert). Sie erhöhen ihren Luftwiderstand beim Fall durch das Ausstrecken von Gliedmaßen und Schwanz nach der Stabilisierungsphase. Wenn die Grenzgeschwindigkeit von etwa 100 km/h erreicht ist, kompensiert der Luftwiderstand die Gewichtskraft, sodass der fallende Körper nicht weiter beschleunigt wird. Die genaue Grenzgeschwindigkeit hängt von Größe und Gewicht der Katze ab und wird bei einem Fall nach etwa 30 Metern erreicht. Es wird darum angenommen, dass sich das Verletzungsrisiko bei Stürzen aus größerer Höhe und von Hochhäusern nicht mehr erhöht.
Bei einem Fall aus größeren Höhen erfahren die unter Muskelspannung gehaltenen flexiblen Teilelemente des gebeugten Rückens und der leicht seitwärts abgestreckten Extremitäten beim Aufprall eine elastische Verformung. Damit kann Aufprallkraft abgefangen, aufgenommen und zu einem gewissen Grad in Bewegung umgeleitet bzw. kompensiert werden.
Eine Minderheit von Hauskatzen kommt durch einen Fall zu Tode. Übliche Folgen von Stürzen auf harte Flächen aus großen Höhen sind Knochenbrüche, gestauchte Pfoten, Gehirnerschütterungen, ausgeschlagene Zähne und innere Verletzungen.

### Ablauf beim Fall
Ein rotierender Körper besitzt einen Drehimpuls. Der Drehimpuls ist eine Erhaltungsgröße und kann nicht aus dem Nichts erzeugt werden oder verloren gehen. Ein Körper kann nach dem Drehimpulssatz seine Rotationsgeschwindigkeit oder -richtung und damit seinen Drehimpuls nur ändern, indem er durch Wechselwirkung mit der Umgebung Drehimpuls aufnimmt oder abgibt. Soll bei einem fallenden und ursprünglich nicht rotierenden Körper dessen Lage im Raum durch Ausführen einer Rotation geändert werden, braucht es ein Widerlager. Im freien Fall der Katze wird ein Teil ihres Körpers gegen einen anderen Teil kontrolliert verdreht, der Kopf gegenüber dem Rumpf und Oberkörper gegen Unterkörper, wobei durch Anziehen oder Abspreizen der oberen und der unteren Extremitäten die teilweisen Rotationen verstärkt oder vermindert werden.
Der Schwanz übernimmt bei der Drehung der Katze lediglich eine steuernde und stabilisierende Funktion, indem er der Drehbewegung bei Erreichen der Normallage durch Rudern entgegenwirkt. Auch Katzen ohne Schwanz sind in der Lage, sich im Fall auszurichten.
Vor dem Aufkommen auf den Boden streckt die Katze die Gliedmaßen aus und krümmt zudem stark den Rücken, um den Aufprall abzufedern.

#### Rolle der Gliedmaßen bei der Drehung
Um ihre Ausrichtung im Raum zu verändern, zieht die Katze ihre Gliedmaßen wechselweise an und streckt sie wieder aus (Pirouetteneffekt), während sie zugleich ihre Körperteile gegeneinander verwindet.
Durch das Anziehen der Pfoten reduziert die Katze das Trägheitsmoment des vorderen Körperteils. Wenn die Katze nun die vordere Körperhälfte über die Schulter in Fallrichtung dreht, so dreht sich der hintere Körperteil zum Ausgleich in entgegengesetzter Richtung. Die Hinterbeine sind dabei ausgestreckt, sodass das Trägheitsmoment des hinteren Teils größer ist. Dieses dreht sich daher weniger weit herum als das Vorderteil. Die biegsame Wirbelsäule der Katze wirkt bei diesem Manöver als Drehachse, um welche sich die Körperhälften verwinden.
Wenn die Katze nun die Vorderbeine ausstreckt und die Hinterbeine anzieht, kehrt sich das Verhältnis der Trägheitsmomente um, sodass der hintere Teil nachgeholt werden kann, während der vordere Teil um einen geringeren Drehwinkel zurückschwingt.

#### Rolle der Wirbelsäule bei der Drehung

Die von der Katze eingeleitete Drehbewegung oben führt zur in der Mitte dargestellten Ausgleichsbewegung. Beide überlagern sich auf der unteren Animation.

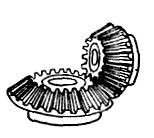
Vorder- und Hinterteil rollen an einander ab, als wären sie über Kegelräder miteinander verbunden.

Neben dem oben beschriebenen Bewegungsablauf scheint die Katze noch einen zweiten Mechanismus zur Drehung zu nutzen, der sich mit dem ersten Ablauf überlagert.
Indem die Katze ihre Wirbelsäule abknickt, hat sie die Möglichkeit, ihr Vorder- und Hinterteil über die Hüftmuskulatur in eine gleichsinnige Drehung zu versetzen. Die Wirbelsäule kann dabei fast einen rechten Winkel bilden.
Die Wirbelsäule fungiert beim oben beschriebenen Bewegungsablauf als Drehgelenk, um welches Vorder- und Hinterteil in entgegengesetzter Richtung gedreht werden. Demgegenüber kann die Wirbelsäule nach dem Abknicken mit einem Winkelgetriebe verglichen werden, welches Vorder- und Hinterteil über Kegelräder miteinander verbindet.

Aufgrund der Flexibilität von Wirbeln und Bandscheiben kann die Katze selber entscheiden, zu welchem Zeitpunkt sie Vorder- und Hinterteil in gleicher oder in entgegengesetzter Richtung drehen möchte. Die Möglichkeit zur gleichgerichteten Drehung hat sie jedoch nur bei geknickter Wirbelsäule. Dabei rollen die beiden Körperhälften am Knickpunkt wie zwei Kegelräder aneinander ab.
Während sich beim oben beschriebenen Ablauf der Drehimpuls der beiden Körperhälften aufgrund der gegensinnigen Drehung gegeneinander aufhebt, so muss bei der gleichsinnigen Drehung der Körperhälften der gesamte Körper eine Ausgleichsbewegung durchführen, um den Drehimpuls zu kompensieren: Der V-förmig gebogene Katzenkörper rotiert als Gesamtheit in entgegengesetzter Drehrichtung zum Rumpf der Katze. (Auch diese beiden gegenläufigen Drehrichtungen sind nur bei abgeknickter Wirbelsäule möglich. Beim ausgestreckten Körper würden sich beide Drehbewegungen gegeneinander aufheben.)
Die nebenstehende Abbildung stellt die von der Katze durch ihre Hüftmuskulatur eingeleitete synchrone Drehbewegung der beiden Körperhälften in der oberen Animation dar. Die mittlere Animation zeigt die ausgleichende Drehbewegung des geknickten Körpers in seiner Gesamtheit, durch welche beim schwerelosen Fall der Katze der Drehimpuls der Drehbewegung der Körperhälften kompensiert wird. Bei dieser Animation wurde zum besseren Verständnis der beiden separat voneinander ablaufenden Drehbewegungen die Drehbewegung der Körperhälften nicht dargestellt. Die untere Animation schließlich stellt den tatsächlich zu beobachtenden Bewegungsablauf dar: Hier überlagern sich die Drehbewegungen der Körperhälften mit der Ausgleichs-Drehbewegung des gesamten Körpers.

## Forschungsgeschichte
Bereits 1894 machte der französische Wissenschaftler Étienne-Jules Marey erstmals Zeitlupenaufnahmen (60 Bilder pro Sekunde) von einer fallenden Katze, die sich in der Luft dreht und auf ihren Pfoten landet. Falling Cat ist ein einminütiger Kurzfilm, der im Pariser Park Bois de Boulogne aufgenommen wurde. Vermutlich handelt es sich dabei um den ersten Film mit einer sich bewegenden Katze überhaupt.
In den 1960er Jahren forschte Thomas R. Kane, Professor an der Stanford-Universität, an Bewegungsabläufen von Katzen im Fall. Da die NASA annahm, dass die Ergebnisse der Kane-Untersuchungen Bedeutung für die Fortbewegung von Astronauten in der Schwerelosigkeit haben könnten, finanzierte sie Kane ein Projekt zur Entwicklung solcher Bewegungsabläufe. Dazu wurden Bewegungen von Katzen auf Trampolinen von Sportlern nachgeturnt. Kane und seine Experimente wurden 1968 unter der Überschrift A Copycat Astronaut im Life Magazine vorgestellt.
In einem Artikel, der 1987 im Journal of the American Veterinary Medical Association erschien, beschrieben Tiermediziner 132 Fälle von Katzen, die in New York aus großer Höhe (im Durchschnitt 5,5 Stockwerke) auf die Straße gefallen waren und in eine Tierklinik eingeliefert wurden. 90 Prozent überlebten den Sturz, teilweise jedoch mit schweren Verletzungen. Die aus den Untersuchungen gezogenen statistischen Ergebnisse waren verzerrt, da bereits verendete Tiere nicht mehr eingeliefert wurden. Dennoch war die Studie interessant: Die Überlebenschance sank zunächst mit steigender Höhe, vom 7. Stockwerk an jedoch wurde sie wieder etwas größer. In einer im selben Jahr veröffentlichten Studie wurde ermittelt, dass Katzen mit ausgestreckten Gliedmaßen eine Maximalgeschwindigkeit von etwa 97 km/h erreichen, während ein Mensch eine Maximalgeschwindigkeit von etwa 193 km/h erreichen kann.
Im Juli 2004 wurde ein katzenähnlicher Roboter in einem Boeing Stratotanker getestet, der beim Parabelflug Schwerelosigkeit simuliert. Das Konzept von Gregory Ojakangas, Physik-Professor an der Drury University im US-amerikanischen Springfield, basierte auf Untersuchungen zur Falltechnik von Katzen.

„Wenn Sie eine Katze kopfunter fallen lassen, landet sie immer auf ihren Füßen – und zwar ohne Drehimpuls. Sie strampelt nicht in der Luft, denn das würde sie ins Trudeln bringen. Stattdessen streckt sie nur ihren Oberkörper, dreht diesen, zieht dann ihren Unterkörper zusammen und dreht ihn in die entgegengesetzte Richtung. Unter diesem Aspekt ist unsere Idee nicht besonders neu. Die Natur beherrscht diesen Trick bereits seit vielen Millionen Jahren.“

In einem Artikel in der Zeitschrift Nature vom 12. August 2004 zeigte der Mathematiker Ian Stewart die Ähnlichkeit zwischen den Bewegungen eines Doppelpendels, den Schwingungen eines Kohlendioxid-Moleküls und dem Fallen einer Katze – alles zusammengefasst unter dem Begriff „Monodromie“.

## Redensarten und  Popkultur
Folgende Redensarten beziehen sich auf den Stellreflex der Katze:
- Eine Katze fällt immer auf ihre Füße/Pfoten[16] (humoristisch weitergedacht im Buttered cat paradox)
- Katzen haben sieben (oder neun) Leben[17][18]